# Зіта Гіловська
Зіта Яніна Гіловська (пол. Zyta Janina Gilowska; 7 липня 1949, Нове-Място-Любавське, Польська Республіка — 5 квітня 2016, Свідник, Люблінське воєводство, Польща) — польський державний діяч, міністр фінансів та віце-прем'єр Польщі (2006—2007).

## Біографія
Закінчила економічний факультет Варшавського університету, захистила докторський ступінь з економіки сільського господарства. Вона читала лекції у Люблінському католицькому університеті, де з 2001 року обіймала посаду професора.
З 1972 по 1985 рік була науковим співробітником, а з 1995 по 1999 рік — доцентом Люблінського Університету Марії Кюрі-Склодовської. У 2001 році стала професором Люблінського католицького університету. У серпні 1999 року їй було надано вчене звання професора. Також була членом осередку економічних наук Польської академії наук.
У 1990-х роках була активним учасником Ліберально-демократичного конгресу.
З 1994 по 1996 рік була членом ліберальної партії «Унія Свободи». Також була заступником голови партії «Громадянська платформа» (2003—2005), проте залишила її лави у травні 2005 року на знак протесту проти звинувачень однопартійців у кумівстві.
З 2001 по 2005 рік була депутатом Сейму. Була заступником голови Комітету з державних фінансів.
У жовтні 2006 року очолювала фінансовий наглядовий орган Польщі та Європейський інвестиційний банк Польщі.
У 2006—2007 роках обіймала посаду заступника прем'єр-міністра та міністра. У цей період їй висувалися громадські звинувачення у співпраці з комуністичною владою часів ПНР.
У лютому 2010 року президент Лех Качинський призначив Гіловську до Ради з грошово-кредитної політики. У жовтні 2015 року її було включено до складу урядової Ради національного розвитку.

## Нагороди та звання
Нагороджена Великим хрестом Ордену Відродження Польщі (посмертно).
«Жінка року 2002», за опитуванням читачів «Twój Styl».